# Wydziedziczenie
Wydziedziczenie – pozbawienie zstępnych, małżonka lub rodziców spadkodawcy prawa do zachowku. Może ono być dokonane tylko w testamencie i wyłącznie z przyczyn wskazanych w art. 1008 k.c.
Wydziedziczenie może nastąpić, gdy uprawniony do zachowku:
- wbrew woli spadkodawcy postępuje uporczywie w sposób sprzeczny z zasadami współżycia społecznego,
- dopuścił się względem spadkodawcy albo jednej z najbliższych mu osób umyślnego przestępstwa przeciwko życiu, zdrowiu lub wolności albo rażącej obrazy czci,
- uporczywie nie dopełnia względem spadkodawcy obowiązków rodzinnych.